# Rio Muzambo
O rio Muzambo é um curso de água brasileiro localizado no estado de Minas Gerais. Sua nascente está localizada na zona rural do município de Campestre, a uma altitude aproximada de 1100 m. Sua bacia hidrográfica banha os municípios de Cabo Verde, Campestre, Divisa Nova, Monte Belo, Serrania e Alfenas. Sua foz está localizada no Lago de Furnas próximo da BR-491 no município de Alfenas.